# Minettia longipennis
Minettia longipennis is een vliegensoort uit de familie van de Lauxaniidae. De wetenschappelijke naam van de soort is voor het eerst geldig gepubliceerd in 1794 door Fabricius.